# Galaxy Force II
Galaxy Force II (Japans: ギャラクシーフォースⅡ) is een videospel voor verschillende platforms. Het spel werd uitgebracht in 1988 als arcadespel. Later volgde ook releases voor homecomputers. In het futuristisch actiespel bestuurt de speler een ruimteschip door vijf verschillende scenario's. Het uiteindelijke doel is een alienbasis te vernietigen. De energie is beperkt. Elke keer als de speler schiet of contact maakt met een muur of blokkade verliest deze energie. Als de energie op is, is het spel ten einde. Onderweg kan de energie aangevuld worden via power-ups. Het perspectief van het spel is in de derde persoon.

## Platforms
| Jaar | Platform                               |
| ---- | -------------------------------------- |
| 1988 | Arcade                                 |
| 1989 | Amstrad CPC, Commodore 64, ZX Spectrum |
| 1990 | Amiga, Atari ST, FM Towns              |
| 1991 | Sega Mega Drive                        |
| 2009 | Virtual Console (Wii)                  |
| 2010 | Windows                                |

## Ontvangst
| Beoordeeld door                | Platform            | Datum            | Score |
| ------------------------------ | ------------------- | ---------------- | ----- |
| The Games Machine (GB)         | Atari ST            | januari 1990     | 86%   |
| The Games Machine (GB)         | Amiga               | januari 1990     | 78%   |
| The Games Machine (GB)         | ZX Spectrum         | januari 1990     | 78%   |
| Amiga Joker                    | Amiga               | december 1989    | 69%   |
| ST Action                      | Atari ST            | januari 1990     | 50%   |
| Computer and Video Games (CVG) | Sega Mega Drive     | december 1991    | 49%   |
| Power Play                     | Amiga               | januari 1990     | 43%   |
| Sega-16.com                    | Sega Mega Drive     | 26 december 2005 | 40%   |
| Nintendo Life                  | Wii Virtual Console | 4 mei 2009       | 40%   |
| The Video Game Critic          | Sega Mega Drive     | 24 april 2003    | 0%    |